# David J. Skal
David John Skal (Garfield Heights, Ohio 21 de juny de 1952-Los Angeles, 1 de gener de 2024) va ser un historiador, crític de cinema, escriptor i comentarista davant la càmera estatunidenc conegut per la seva recerca i anàlisi del cinema de terror, la història del terror i la cultura del terror.

## Trajectòria
Skal va estudiar periodisme en la Universitat d'Ohio, on va treballar com a crític de cinema i ajudant de redacció en el periòdic de la universitat. Es va llicenciar en 1974. Després de graduar-se, va fer pràctiques en el Fons Nacional per les Arts i va ser director de publicitat de l'Hartford Stage Company. Posteriorment, va ocupar posats en el American Conservatory Theater de San Francisco i al Theatre Communications Group de Nova York. En la dècada de 1980, Skal va escriure tres novel·les de ciència-ficció: Scavengers (1980), When We Were Good (1981) i Antibodies (1988).
La primera obra de no ficció de Skal va ser Hollywood Gothic: The Tangled Web of Dracula from Novel to Stage to Screen. quest llibre analitza les diverses adaptacions de la novel·la de 1897 Dràcula de l'escriptor irlandès Bram Stoker, i el paper del arquetip del vampir en la cultura popular. Gran part del llibre descriu els esforços de Florence Balcombe, la vídua de Stoker, per protegir els drets de l'obra del seu marit. El llibre també conté el primer estudi en profunditat de la pel·lícula Drácula de 1931 en castellà. Kathleen Quinn, de The New York Times, va elogiar Hollywood Gothic, escrivint: "Skal segueix la pista del vampir més popular de Transsilvània amb enginy sec i les habilitats d'un bon detectiu". Kenneth Turan, de Los Angeles Times, el va qualificar d’"enginyós i exhaustiu", i va fer broma dient que era "alguna cosa per a rosegar molt després que s'hagin anat els que demanaven dolços". El 2004, David Colton, d’USA Today, va assenyalar que el llibre s'havia "convertit en una de les lectures essencials" i havia "elevat el nivell dels investigadors del terror".
En 1993, Skal va publicar el seu segon llibre de no ficció, titulat The Monster Show: A Cultural History of Horror. En aquest llibre, Skal analitza la història del cinema de terror, establint paral·lelismes entre aquestes pel·lícules i les crisis culturals de la seva època, com la Primera Guerra Mundial, la Segona Guerra Mundial, l'escàndol de la Talidomida i la pandèmia de VIH/sida. M. L. Lyke, del Seattle Post-Intelligencer, va qualificar The Monster Show de "manual intel·lectual perfecte per a un cap de setmana d'Halloween". Stefan Dziemianowicz, de The Washington Post,  va afirmar que alguns dels arguments de Skal eren "bastant inversemblants", però va afegir que, en conjunt, el llibre "ofereix proves persuasives que, per a entendre una cultura, cal saber a què tem".
Skal Skal va col·laborar amb Elias Savada en la producció de la primera biografia del director de cinema estatunidenc Tod Browning de 1995 titulada Dark Carnival: The Secret World of Tod Browning, Hollywood's Master of the Macabre. era conegut per dirigir Freaks i la versió de Dracula de 1931 . Al Journal of Popular Film and Television, Martin F. Norden el va descriure com "un examen convincent i en profunditat d'un dels primers directors de cinema de culte dels Estats Units". Steven E. Alford, del Houston Chronicle, va comentar: "Dark Carnival aconsegueix ressuscitar la reputació d'un dels excèntrics de Hollywood enterrat des de fa molt temps".
Altres publicacions importants de Skal són V Is for Vampire: The A to Z Guide to Everything Undead (1996), Screams of Reason: Mad Science and Modern Culture (1998), Death Makes a Holiday: A Cultural History of Halloween (2002), i Claude Rains: An Actor's Voice (2008),  sobre l'actor britànic Claude Rains. Skal també va coeditar la Norton Critical Edition de 1997 de Dràcula de Bram Stoker i va compilar l'antologia de 2001 Vampires: Encounters with the Undead (2001). La seva biografia de Bram Stoker, Something in the Blood, es va publicar  l’octubre de 2016.
Skal col·laborava regularment a la revista The Magazine of Fantasy & Science Fiction. més, va participar en diversos programes especials de televisió, com The 100 Scariest Movie Moments i The Perfect Scary Movie. Ha produït documentals sobre la producció de pel·lícules així com en les parts comentades en àudio de diverses pel·lícules, com Dracula (1931), Frankenstein (1931), Freaks (1932), The Mummy (1932), L'home invisible (1933), La núvia de Frankenstein (1935), The Wolf Man (1941), Abbott and Costello Meet Frankenstein (1948), Creature from the Black Lagoon (1954) i Gods and Monsters (1998).
En 2008, va aparèixer en el documental Wrangler: Anatomy of an Icon, en el qual analitza, com a crític cultural obertament gai, l'impacte cultural de la icònica estrella del cinema pornogràfic gai Jack Wrangler.

## Obra

### Ficció
- 1980 – Scavengers. ISBN 9780671830144.
- 1981 – When We Were Good. Pocket. ISBN 978-0671830151.
- 1988 – Antibodies. Harlequin Books. ISBN 978-0373303083.

### No ficció
- 1990 – Hollywood Gothic: The Tangled Web of Dracula from Novel to Stage and Screen.
- 1993 – The Monster Show: A Cultural History of Horror.
- 1995 – Dark carnival : the secret world of Tod Browning--Hollywood's master of the macabre. Con Elias Savada.
- 1996 – V Is for Vampire.
- 1997 – Screams of Reason: Mad Science and Popular Culture.
- 2003 – Death Makes a Holiday: A Cultural History of Halloween.
- 2008 – Claude Rains: An Actor's Voice; con Jessica Rains.
- 2009 – Romancing the Vampire: From Past to Present.
- 2016 – Something in the Blood: The Untold Story of Bram Stoker, the Man Who Wrote Dracula.
- 2020 – Fright Favorites: 31 Movies to Haunt Your Halloween and Beyond.

### Documentals
- 1999 – The World of Gods and Monsters: A Journey with James Whale
- 1999 – She's Alive! Creating the Bride of Frankenstein
- 1999 – Mummy Dearest: A Horror Tradition Unearthed
- 1999 – Monster by Moonlight! The Immortal Saga of 'The Wolf Man'
- 1999 – The Road to Dracula
- 2000 – In Search of History: The Real Dracula
- 2000 – The Opera Ghost: A Phantom Unmasked[15][16]
- 2000 – Now You See Him: The Invisible Man Revealed!
- 2000 – Bud Abbott and Lou Costello Meet the Monsters!
- 2000 – Back to the Black Lagoon: A Creature Chronicle
- 2002 – The Universe According to Universal
- 2003 – Carla Laemmle Remembers: An Interview with David J. Skal
- 2003 – Jules Verne & Walt Disney: Explorers of the Imagination
- 2004 – The Frankenstein Files: How Hollywood Made a Monster